# Завязово
Завязово — деревня в Одинцовском районе Московской области, в составе сельского поселения Ершовское. Население — 3 чел. (2010). До 2006 года Завязово входило в состав Каринского сельского округа.
Деревня расположена на северо-западе района, у границы с Истринским районом, на одном из истоков реки Дубешни, примерно в 16 километрах на северо-запад от Звенигорода, высота центра над уровнем моря 210 м.
Впервые в исторических документах деревня встречается в писцовой книге 1558 года, как вотчина Салтыковых, которым принадлежала до конца XVII века, потом меняла хозяев и на 1852 год сельцо Завязово принадлежало действительному статскому советнику Павлу Михайловичу Балку, в сельце числилось 10 дворов, 36 душ мужского пола и 75 — женского, в 1890 году — 167 человек. По Всесоюзной переписи 17 декабря 1926 года числилось 33 хозяйства и 168 жителей, по переписи 1989 года — 1 хозяйство, постоянного населения не было.

## Население
| 2002 | 2006 | 2010 |
| ---- | ---- | ---- |
| 0    | ↗1   | ↗3   |